# Kałyjnur Usenbekow
Kałyjnur Usenbekow, Kalijnur Usienbekow (kirg. Калыйнур Үсөнбеков, ros. Калийнур Усенбеков, ur. 23 września 1921 we wsi Oj-Bułak obecnie w rejonie Tüp w obwodzie issykkulskim, zm. 9 grudnia 2003 w Biszkeku) – radziecki generał porucznik, Bohater Związku Radzieckiego (1945).

## Życiorys
Urodził się w kirgiskiej rodzinie chłopskiej. W czerwcu 1941 ukończył szkołę pedagogiczną w Przewalsku (obecnie Karakoł), pracował jako kierownik jednej z sekcji niepełnej szkoły średniej. Od lutego 1942 służył w Armii Czerwonej w Zabajkalskim Okręgu Wojskowym, od listopada 1942 uczestniczył w wojnie z Niemcami, w 1943 ukończył kursy młodszych poruczników i został członkiem WKP(b). Walczył na Froncie Dońskim, 3 i 4 Ukraińskim oraz 1 Białoruskim. W lutym 1945 jako partyjny organizator batalionu 1008 pułku piechoty 266 Dywizji Piechoty 5 Armii Uderzeniowej 1 Frontu Białoruskiego w stopniu starszego porucznika brał udział w walkach o rozszerzenie przyczółka kostrzyńskiego, gdzie 12-14 lutego osobistym przykładem i słowem prowadził żołnierzy do ataku, by odpierać wiele kontrataków wroga. Wyróżnił się wówczas osobistym męstwem i odwagą. Później brał udział w walkach o Berlin. W 1951 ukończył Wojskowo-Prawniczą Akademię Armii Radzieckiej, później pracował w organach wojskowej i cywilnej prokuratury. Był wojskowym śledczym, później I zastępcą prokuratora Kirgiskiej SRR. W latach 1961–1968 pracował w Ministerstwie Spraw Wewnętrznych (MWD) Kirgiskiej SRR jako szef wydziału, później w wojskach MWD jako zastępca dowódcy sekcji wojskowej. Od 1968 do 1987 był przewodniczącym DOSAAF Kirgiskiej SRR, wnosząc wyjątkowo duży wkład w rozwój bazy materiałowej i technicznej DOSAAF tej republiki. Dzięki jego staraniom we wszystkich sześciu regionalnych centrach zbudowano podstawowe struktury dla organizacji edukacyjnych i sportowych, a także strzelnice. Przyczynił się do zaopatrzenia republikańskiego DOSAAF w bazę samolotową, spadochronową, samochodową, motocyklową, radiową, podwodną, piechoty i modelową. W 1973 został zwolniony do rezerwy w stopniu generała porucznika, a w maju 1987 zakończył służbę. Od maja 1987 stał na czele Rady Weteranów Wojny, Pracy i Sił Zbrojnych Kirgistanu, w 1990 został głównym redaktorem republikańskiej "Księgi Pamięci". Był deputowanym do Rady Najwyższej Kirgiskiej SRR 9, 10 i 11 kadencji, w 1989 został deputowanym ludowym ZSRR.

## Odznaczenia
- Złota Gwiazda Bohatera Związku Radzieckiego (31 maja 1945)
- Order Lenina
- Order Czerwonego Sztandaru
- Order Wojny Ojczyźnianej I klasy
- Order Czerwonej Gwiazdy (trzykrotnie)
- Order „Manas” (Kirgistan)

I medale ZSRR, Rosji, Kirgistanu, Mongolii, Bułgarii i Rumunii.